# Astropecten bengalensis
Astropecten bengalensis är en sjöstjärneart som beskrevs av Doderlein 1917. Astropecten bengalensis ingår i släktet Astropecten och familjen kamsjöstjärnor. Inga underarter finns listade i Catalogue of Life.